# Przestrzeń hemizwarta
Przestrzeń hemizwarta – przestrzeń Hausdorffa o takiej własności, że istnieje taka przeliczalna rodzina jej zwartych podzbiorów, że każdy podzbiór zwarty tej przestrzeni jej zawarty w pewnym elemencie tej rodziny. Pojęcie przestrzeni hemizwartej jest uogólnieniem zwartości w tym sensie, iż zwartość i hemizwartość pokrywają się w klasie przestrzeni mających bazę przeliczalną.

## Własności
- Każda przestrzeń hemizwarta spełniająca pierwszy aksjomat przeliczalności jest lokalnie zwarta.
- Jeżeli {\displaystyle X} jest przestrzenią całkowicie regularną oraz przestrzeń wszystkich funkcji rzeczywistych określonych na {\displaystyle X,} z topologią zwarto-otwartą spełnia pierwszy aksjomat przeliczalności, to {\displaystyle X} jest hemizwarta.
- Jeżeli {\displaystyle X} jest hemizwarta oraz {\displaystyle Y} jest przestrzenią metryzowalną, to przestrzeń {\displaystyle Y^{X}} z topologią zwarto-otwartą jest metryzowalna[1].
- Jeżeli {\displaystyle X} jest przestrzenią lokalnie zwartą, to następujące warunki są parami równoważne:
  - {\displaystyle X} jest hemizwarta,
  - {\displaystyle X} jest przestrzenią Lindelöfa,
  - {\displaystyle X} jest σ-zwarta,
  - {\displaystyle X} ma takie przeliczalne pokrycie zbiorami zwartymi {\displaystyle \{A_{k}\colon \,k<\omega \},} że {\displaystyle A_{k}\subseteq {\mbox{Int}}\,A_{k+1}} dla każdego {\displaystyle k,}
  - {\displaystyle X} jest zwarta lub punkt {\displaystyle \infty } w jej uzwarceniu jednopunktowym ma przeliczalną bazę otoczeń.